# Lista odcinków serialu Szpiedzy Waszyngtona
Poniżej znajduje się lista odcinków serialu telewizyjnego Turn: Washington’s Spies – emitowanego przez amerykańską stację kablową AMC (stacja telewizyjna) od 6 kwietnia 2014 roku. W Polsce serial jest udostępniony od 28 kwietnia 2017 na platformie ShowMax dostępne są sezony 1 - 3. Natomiast w telewizji jest emitowany od 22 grudnia 2017 roku przez Epic Drama
| Sezon | Sezon | Odcinki | Oryginalna emisja | Oryginalna emisja | Oryginalna emisja | Oryginalna emisja | Oryginalna emisja |
| Sezon | Sezon | Odcinki | Premiera sezonu   | Finał sezonu      | Premiera sezonu   | Finał sezonu      |                   |
| ----- | ----- | ------- | ----------------- | ----------------- | ----------------- | ----------------- | ----------------- |
|       | 1     | 10      | 6 kwietnia 2014   | 8 czerwca 2014    | 22 grudnia 2017   | 12 stycznia 2018  |                   |
|       | 2     | 10      | 13 kwietnia 2015  | 8 czerwca 2015    | 19 stycznia 2018  | 16 lutego 2018    |                   |
|       | 3     | 10      | 25 kwietnia 2016  | 27 czerwca 2017   | 23 lutego 2018    | nieemitowany      |                   |
|       | 4     | 10      | 17 czerwca 2017   | 12 sierpnia 2017  | nieemitowany      | nieemitowany      |                   |

## Sezon 1 (2014)
| Nr | #  | Tytuł                       | Reżyseria           | Scenariusz                                       | Premiera AMC     | Premiera Epic Drama |
| -- | -- | --------------------------- | ------------------- | ------------------------------------------------ | ---------------- | ------------------- |
| 1  | 1  | Pilot                       | Rupert Wyatt        | Craig Silverstein                                | 6 kwietnia 2014  | 22 grudnia 2017     |
| 2  | 2  | Who by Fire                 | Ed Bianchi          | Craig Silverstein                                | 13 kwietnia 2014 | 22 grudnia 2017     |
| 3  | 3  | Of Cabbages and Kings       | SJ Clarkson         | Michael Taylor                                   | 20 kwietnia 2014 | 22 grudnia 2017     |
| 4  | 4  | Eternity How Long           | Adam Davidson       | Andrew Colville                                  | 27 kwietnia 2014 | 22 grudnia 2017     |
| 5  | 5  | Epiphany                    | Michael Uppendahl   | Aida Mashaka Croal                               | 4 maja 2014      | 29 grudnia 2017     |
| 6  | 6  | Mr. Culpeper                | Eagle Egilsson      | Mitchell Akselrad                                | 11 maja 2014     | 29 grudnia 2017     |
| 7  | 7  | Mercy Moment Murder Measure | Nick Copus          | Andrew Colville Michael Taylor Craig Silverstein | 18 maja 2014     | 5 stycznia 2018     |
| 8  | 8  | Challenge                   | Jeremy Webb         | LaToya Morgan                                    | 25 maja 2014     | 5 stycznia 2018     |
| 9  | 9  | Against Thy Neighbor        | Ken Fink            | Michael Taylor                                   | 1 czerwca 2014   | 12 stycznia 2018    |
| 10 | 10 | The Battle of Setauket      | Oliver Hirschbiegel | Craig Silverstein                                | 8 czerwca 2014   | 12 stycznia 2018    |

## Sezon 2 (2015)
23 czerwca 2014 roku, stacja AMC zamówiła 2 sezon serialu.
| Nr | #  | Tytuł                                                   | Reżyseria         | Scenariusz                        | Premiera AMC     | Premiera Epic Drama |
| -- | -- | ------------------------------------------------------- | ----------------- | --------------------------------- | ---------------- | ------------------- |
| 11 | 1  | 'Przemyślenia wolnego człowieka' Thoughts of a Free Man | Gary Fleder       | Craig Silverstein                 | 13 kwietnia 2014 | 19 stycznia 2018    |
| 12 | 2  | ' Na twardo ' Hard Boiled                               | Andrew McCarthy   | Michael Taylor                    | 13 kwietnia 2014 | 19 stycznia 2018    |
| 13 | 3  | 'Tajna operacja' False Flag                             | Allison Anders    | LaToya Morgan                     | 20 kwietnia 2014 | 26 stycznia 2018    |
| 14 | 4  | 'Krwawi mężowie' Men of Blood                           | Kate Dennis       | Alexander Rose                    | 27 kwietnia 2014 | 26 stycznia 2018    |
| 15 | 5  | ' Los przypieczętowany' Sealed Fate                     | Keith Boak        | Mitchell Akselrad                 | 4 maja 2014      | 2 lutego 2018       |
| 16 | 6  | 'Domy wewnętrznie skłócone' Houses Divided              | Jeremy Webb       | Michael Taylor, Craig Silverstein | 11 maja 2014     | 2 lutego 2018       |
| 17 | 7  | 'Valley Forge' Valley Forge                             | Kimberly Peirce   | Aïda Mashaka Croal                | 18 maja 2014     | 9 lutego 2018       |
| 18 | 8  | 'Opatrzność ' Providence                                | Michael Uppendahl | Andrew Colville                   | 25 maja 2014     | 9 lutego 2018       |
| 19 | 9  | 'Syn marnotrawny' The Prodigal                          | Eagle Egilsson    | Michael Taylor                    | 1 czerwca 2015   | 16 lutego 2018      |
| 20 | 10 | 'Proch, zdrada i spiski' Gunpowder, Treason, and Plot   | Jeremy Webb       | Craig Silverstein                 | 8 czerwca 2015   | 16 lutego 2018      |

## Sezon 3 (2016)
16 lipca 2015 roku, stacja AMC zamówiła 3 sezon serialu.
| Nr | #  | Tytuł                                    | Reżyseria       | Scenariusz            | Premiera AMC     | Premiera Epic Drama |
| -- | -- | ---------------------------------------- | --------------- | --------------------- | ---------------- | ------------------- |
| 21 | 1  | 'Pożegnanie ' Valediction                | Michael Nankin  | Craig Silverstein     | 25 kwietnia 2016 | 23 lutego 2018      |
| 22 | 2  | 'Zimni mordercy' Cold Murdering Bastards | Keith Boak      | Michael Taylor        | 2 maja 2016      | 23 lutego 2018      |
| 23 | 3  | Benediction                              | Jeremy Webb     | LaToya Morgan         | 9 maja 2016      |                     |
| 24 | 4  | Hearts and Minds                         | Deborah Chow    | Michael Taylor        | 16 maja 2016     |                     |
| 25 | 5  | Hypocrisy, Fraud, and Tyranny            | Keith Boak      | Libby Friz            | 23 maja 2016     |                     |
| 26 | 6  | Many Mickles Make a Muckle               | Marvin Rush     | Mitchell Akselrad     | 30 maja 2016     |                     |
| 27 | 7  | Judgment                                 | Omar Madha      | Scott Gunnison Miller | 6 czerwca 2016   |                     |
| 28 | 8  | Mended                                   | Kate Dennis     | Andrew Colville       | 13 czerwca 2016  |                     |
| 29 | 9  | Blade on the Feather                     | Jeremy Webb     | Alexander Rose        | 20 czerwca 2016  |                     |
| 30 | 10 | Trial and Execution                      | Andrew McCarthy | Craig Silverstein     | 27 czerwca 2016  |                     |

## Sezon 4 (2017)
| Nr | #  | Tytuł                      | Reżyseria         | Scenariusz                       | Premiera AMC     | Premiera |
| -- | -- | -------------------------- | ----------------- | -------------------------------- | ---------------- | -------- |
| 31 | 1  | Spyhunter General          | Craig Silverstein | Craig Silverstein                | 17 czerwca 2017  |          |
| 32 | 2  | The Black Hole of Calcutta | Andrew McCarthy   | Michael Taylor                   | 17 czerwca 2017  |          |
| 33 | 3  | Blood for Blood            | Keith Boak        | Scott Gunnison Miller            | 24 czerwca 2017  |          |
| 34 | 4  | Nightmare                  | Jeremy Webb       | Mitchell Akselrad                | 1 lipca 2017     |          |
| 35 | 5  | Private Woodhull           | Henry Bronchtein  | Andrew Colville                  | 8 lipca 2017     |          |
| 36 | 6  | Our Man in New York        | Eagle Egilsson    | Alexander Rose                   | 15 lipca 2017    |          |
| 37 | 7  | Quarry                     | Omar Madha        | Libby Friz                       | 22 lipca 2017    |          |
| 38 | 8  | Belly of the Beast         | Nick Copus        | Mitchell Akselrad                | 29 lipca 2017    |          |
| 39 | 9  | Reckoning                  | Eagle Egilsson    | LaToya Morgan                    | 5 sierpnia 2017  |          |
| 40 | 10 | Washington’s Spies         | Jeremy Webb       | Craig Silverstein,Michael Taylor | 12 sierpnia 2017 |          |